# Gornji Zovik (Hadžići)
Pour les articles homonymes, voir Gornji Zovik.
Gornji Zovik (en cyrillique : Горњи Зовик) est un village de Bosnie-Herzégovine. Il est situé dans la municipalité de Hadžići, dans le canton de Sarajevo et dans la fédération de Bosnie-et-Herzégovine. Selon les premiers résultats du recensement bosnien de 2013, il compte 431 habitants.

## Démographie

### Évolution historique de la population
| 1948 | 1953 | 1961 | 1971 | 1981 | 1991 | 2013 |
| ---- | ---- | ---- | ---- | ---- | ---- | ---- |
| -    | -    | 765  | 510  | 594  | 410  | 431  |

|  |